# 第九の波

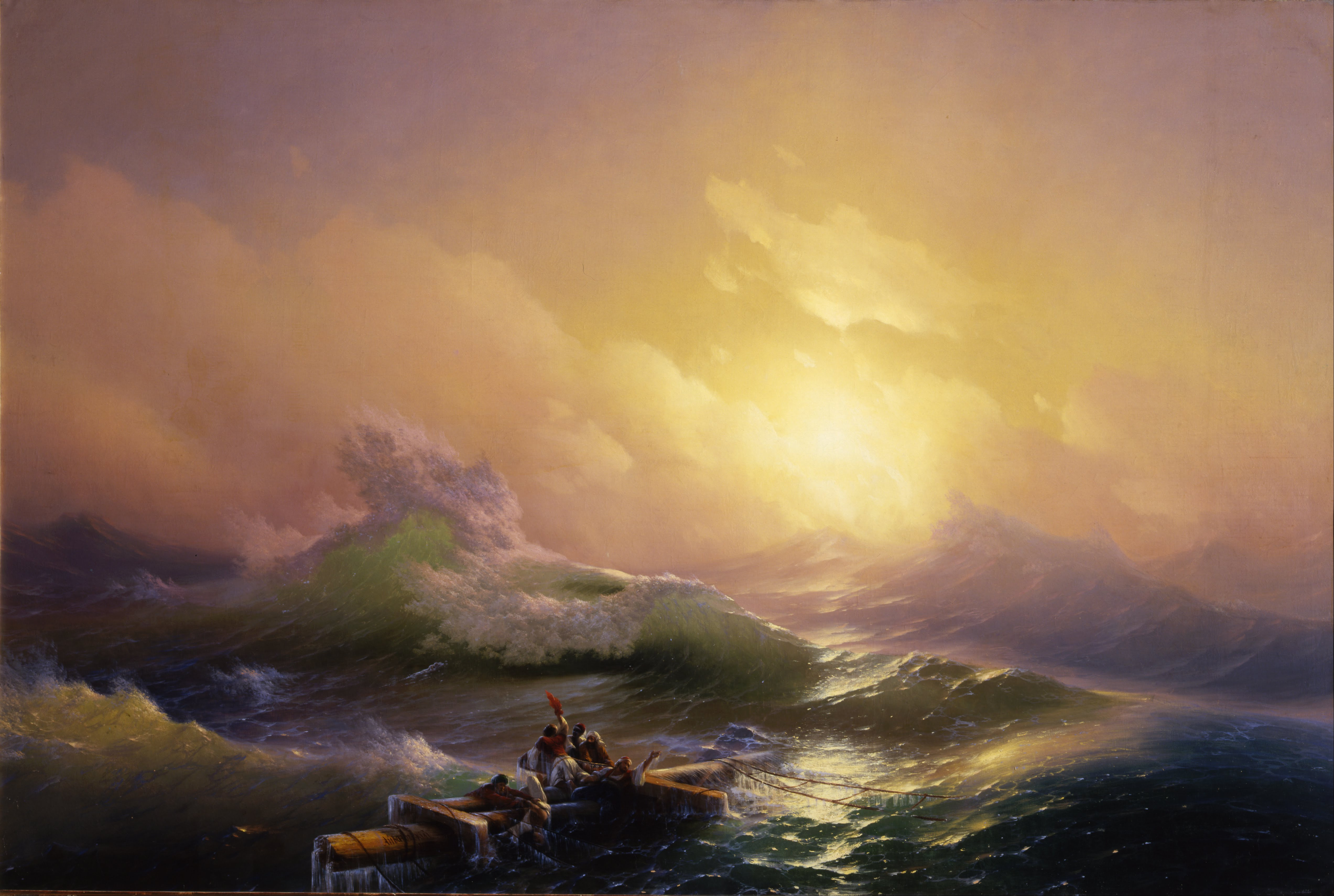
『第九の波』（1850年、イヴァン・アイヴァゾフスキー油彩画、221 cm × 332 cm、ロシア美術館所蔵）

『第九の波』（ロシア語: Девятый вал、英語: The Ninth Wave）は『第九の波濤』とも呼ばれ、19世紀ロシアの海洋画家イヴァン・アイヴァゾフスキーの1850年制作の油絵で、彼の代表作である。サンクトペテルブルクのロシア美術館所蔵。

## 概要
画題は嵐の海では、第一の波から第二、第三と波が次第に大きくなり、第九の波で最高潮に達して、また第一の波へ戻るという、嵐の海についてのジンクスに基づいている。
この絵では、夜の嵐の海へ投げ出された人たちが、難破した船の木片につかまって荒波の中を漂っている様をえがいている。

## 参照項目
- イヴァン・アイヴァゾフスキー
- 草場道輝作の「第九の波濤 (漫画)」第119話にも絵の製作経緯が描かれている。